# Четыре дня Неаполя
Четыре дня Неаполя (итал. Quattro giornate di Napoli) — восстание населения итальянского Неаполя в течение 27-30 сентября 1943 года против немецких войск, оккупировавших город в ходе Второй мировой войны. В течение этого периода итальянское Сопротивление вело уличные бои с немецкими войсками, пока 1 октября к Неаполю не прибыли войска Союзников. За эти действия город впоследствии был награждён Золотой медалью «За воинскую доблесть».

## Предпосылки восстания
В 1940-43 годах Неаполь подвергался постоянным бомбардировкам союзной авиации. С 8 сентября 1943 года (начало перемирия между Италией и Союзниками) силы итальянской армии в регионе беспорядочно отступали к городу. Итальянская группировка быстро потеряла организацию и дисциплину, высшее командование дезертировало, оставив город немецким войскам.
В течение последующих дней после объявления перемирия участились протесты и акты неповиновения гражданского населения Неаполя военной комендатуре немецких войск. 10 сентября они обернулись кровопролитием. Неподалёку от Пьяцца-дель-Плебишито неаполитанцы заблокировали немецкие автомобили, в ходе чего погибло три немецких моряка и три солдата. Ответ последовал незамедлительно — немцы подожгли Национальную библиотеку и открыли огонь по собравшейся толпе.
12 сентября на улицах Неаполя было убито несколько немецких солдат, в ответ около 4000 итальянских солдат и граждан было отправлено на принудительные работы. 22 сентября объявлены обязательные работы всех мужчин в возрасте 18-33 лет с депортацией в северные районы Италии и Германию. В тот же день немецкий комендант города полковник Вальтер Шёлль (англ. Walter Schöll) фактически ввёл военную оккупацию города немецкими войсками, объявив комендантский час и осадное положение. Первым же приказом стала казнь всех бунтовщиков.
23 сентября Шёлль отдал приказ на эвакуацию в течение 20 часов всего гражданского населения, жившего в прибрежных районах города, который расценивался как подготовка к уничтожению порта. Одновременно с этим был опубликован приказ о принудительных работах для всего мужского населения в возрасте от 18 до 30 лет, что на практике означало депортацию в трудовые лагеря Германии. Однако данные приказы были саботированы. В ответ Шёлль направил солдат для насильного выполнения приказов с приказом расстреливать на месте всех сопротивляющихся.
26 сентября толпы людей вышли на улицы, протестуя против приказов и блокируя их выполнение.

## Восстание
27 сентября немецкие войска захватили около 8000 неаполитанцев. В ответ около 400—500 граждан начали вооружённое восстание. По всему городу происходили бои между немецкими солдатами и наспех вооружёнными повстанцами. Целями ополчения стали военные склады с оружием, стратегические объекты и освобождение захваченных граждан. На фоне слухов о скорой высадке союзников немцы начинают эвакуацию военных частей из города.
В последующие дни восстание продолжилось с удвоенной силой, к неаполитанскому ополчению присоединялось все больше и больше граждан. Так как в городе не было ячеек Комитета национального освобождения, действия восставших полностью управлялись провозглашенными лидерами на местах. 29 сентября немецкие войска начали использовать против восставших танки и артиллерию. Велись ожесточенные бои за контроль над аэропортом Каподикино. Одновременно начались переговоры немецкой комендатуры и представителей восставших об освобождении захваченных граждан Неаполя в обмен на свободный выход немецких войск из города.
30 сентября немецкие войска практически полностью покинули город, оставив после себя огонь и разрушения: был сожжен городской архив Неаполя, содержащий множество исторических документов.

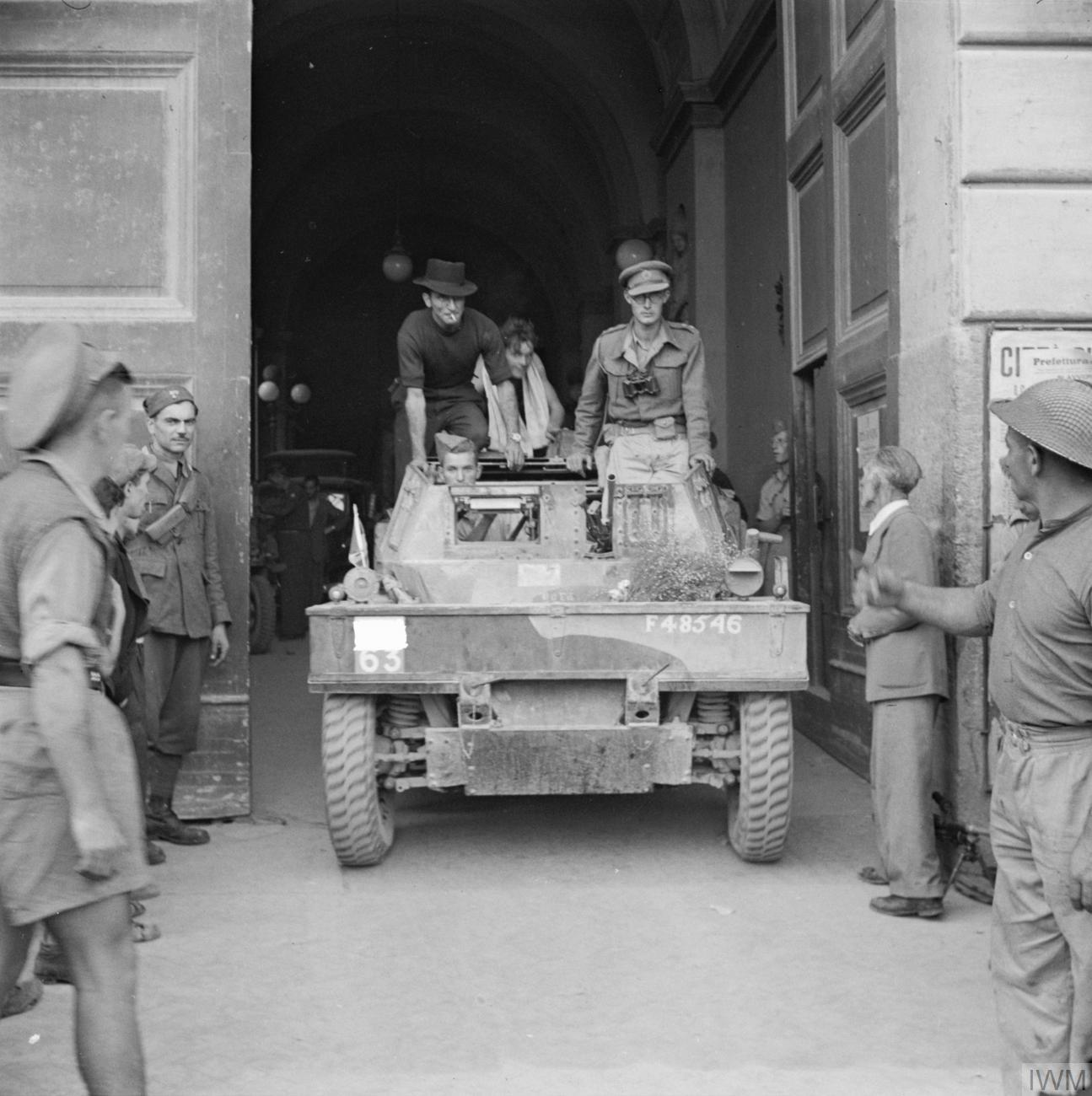
Британские солдаты в Неаполе

1 октября, в 9:30, в город вошли силы союзников. К концу дня генерал-фельдмаршал Кессельринг отчитался об успешном отступлении немецких войск из города. По разным источникам, в ходе восстания погибло до 168 непосредственно участников восстания и до 159 гражданских жителей.